# Inés Garland
Inés Garland (* 1960 in Buenos Aires) ist eine argentinische Journalistin und Autorin. In deutscher Übersetzung ist ihr Roman Piedra, papel o tijera (2009; dt. Wie ein unsichtbares Band, 2013) erschienen, den die Presse als „poetische Erzählung“ (Die Zeit), „großartigen Coming-of-Age-Roman“ (Süddeutsche Zeitung) und „mitreißend“ (Spiegel Online) bezeichnete und der im August 2013 von der Zeit mit dem Luchs des Monats und im Oktober 2014 mit dem Deutschen Jugendliteraturpreis ausgezeichnet wurde.

## Leben und Werk
Inés Garland arbeitete als Journalistin für verschiedene argentinische Magazine wie Nueva, Metrópolis und Paula. Dort war sie von 2006 bis 2007 auch als Redakteurin tätig. Sie schreibt für Ñ, die Kulturbeilage der argentinischen Zeitung Clarín. 2003 wurde ihre Kurzgeschichte Los dulces sueños están hechos de esto von der Fundación Avón ausgezeichnet und erschien zwei Jahre darauf in dem von Angélica Gorodischer herausgegebenen Band Cuentos de luz y sombra. Bislang hat Garland drei Bücher in spanischer Sprache veröffentlicht: El rey de los centauros (2006), Una reina perfecta (Kurzgeschichten, 2008) und Piedra, papel o tijera (Jugendroman, 2009). Letzteres Buch erschien im Frühjahr 2013 unter dem Titel Wie ein unsichtbares Band in deutscher Übersetzung von Ilse Layer beim S. Fischer Verlag. Die Geschichte thematisiert eine Kindheit und eine Liebeserfahrung im Argentinien der aufkommenden Militärdiktatur. 2012 war Garland Co-Autorin der Anthologie Las otras islas und schrieb die darin enthaltene gleichnamige Kurzgeschichte. Sie ist zudem auch als Drehbuchautorin, Übersetzerin und Leiterin von Schreibwerkstätten tätig.
2013 war sie Jurymitglied der Auszeichnung Das außergewöhnliche Buch des Kinder- und Jugendprogramms des Internationalen Literaturfestivals Berlin.

## Presseschau
Wie ein unsichtbares Band (2013)

„Inés Garland hat mit Wie ein unsichtbares Band einen eindrucksvollen und feinfühligen Roman über die Jugend und das Erwachsenwerden in einer Militärdiktatur vorgelegt. Von der idyllischen Kindheit auf der Insel im Delta, wo das Leben scheinbar genauso gemächlich dahinfließt wie der Fluss, entwickelt sich das Buch zu einer beklemmenden Coming-of-Age-Geschichte, in deren Verlauf die Protagonistin von dem unpolitischen Mädchen zu einer Beobachterin der gesellschaftlichen Veränderungen wird.“

„Inés Garland schildert eindrucksvoll den schmerzhaften Prozess der Selbst- und Welterkenntnis. Einfühlsam und nuanciert wird Almas Gefühlswelt ausgelotet: Unsicherheit, die Sehnsucht nach Liebe und Zugehörigkeit, die Sorge, ausgeschlossen zu werden, Verlustängste, Entfremdung, Schuld und Trauer, häufig begleitet von der Sprachlosigkeit, die Almas Kommunikation mit Carmen, Marito und ihren Eltern lähmt.“

„Die erste Liebe – davon handelt Inés Garlands Coming-of-Age-Roman Wie ein unsichtbares Band. Aber er handelt noch von so viel mehr. Wie ein unsichtbares Band ist ein schwermütiges Buch, die Stimmung ist so drückend wie ein zu heißer Tag am Wasser. Denn der Roman spielt im Argentinien der späten Siebziger, in der Zeit der Militärdiktatur.“

„Der Leser benötigt mehr als die wenigen Anmerkungen des Verlags am Schluss, um zu verstehen, was in den Schreckensjahren geschah. Das ist aber auch die einzige Kritik an diesem besonderen Buch, das so viel Mitgefühl weckt und Anlass sein sollte, sich mit der jüngsten Geschichte Argentiniens gründlicher zu beschäftigen.“

„Inés Garland braucht nicht viele Worte, um ihre Geschichte zu erzählen. Ihr reichen 250 Seiten aus, um dem Leser eine schier unendliche Welt zu eröffnen, mit ebenso unbegrenzter Anziehungskraft. Eine Welt, die uns in ihrem Bann hält, noch lange nachdem wir das Buch wieder geschlossen haben, die weiter wirkt und an Profil gewinnt, lange nachdem der letzte Satz in uns verklungen ist. Ebenso poetisch wie anrührend geschrieben, entfaltet Wie ein unsichtbares Band seine Tiefenwirkung auch und gerade in dem, was ungesagt bleibt, was nur angedeutet oder zwischen den Worten deutlich wird. […] Ganz große Literatur im Stile der frühen Isabel Allende.“

„Klar ist Inés Garlands Sprache, frisch und zupackend. So einfühlsam, intelligent und genau beobachtend wie Alma selbst. Tiefe Gefühle drückt sie in einfachen Bildern aus, Almas Eltern und Schulkameraden werden behutsam durch ihre Gesten, Mimik und Sprache charakterisiert. Konflikte, Folter und Mord erspart die Autorin uns nicht, gerade die Zurückhaltung ihrer Schilderungen aber steigert deren Wucht. Umso sinnlicher erzählt sie von der Freiheit am Fluss. Von den Gerüchen des Waldes, den Geräuschen der Tiere, von schwüler Hitze und herrlichen Sternennächten. Vom Zauber der Natur und vom Glück, das so lange anhält, bis Alma die Liebe kennenlernt und die soziale und politische Wirklichkeit. […] Ständig steigert der Roman sein Tempo, von der behaglichen Kindheit über die dramatischen Ereignisse in Buenos Aires bis zum spannenden Schluss. Der Epilog – eine Szene dreißig Jahre später – macht noch einmal die große Stärke des Romans deutlich: Er weist weit über die eigentliche Handlung hinaus und öffnet damit neue Räume für die Fantasie und die Emotionen des Lesers.“

## Publikationen
| Spanischsprachige Originalausgabe | Deutschsprachige Übersetzung | Anmerkungen |
| --- | --- | --- |
| 2005: Cuentos de luz y sombra – Obras seleccionadas de los Concursos Interamericanos de Cuentos 2003–2004, Verlag: Vinciguerra (Buenos Aires), ISBN 950-843-625-5 | nicht übersetzt | Sammelband mit 19 Kurzgeschichten von Gabriela Mársico, Selva Palomino, Iris Estela Longo, María Laura Meradi, Mariela Giana, Gabriela Urrutibehety, María Paulina Correa Cornejo, Susana Rabbufeti, Claudia Piñeiro, Matilde Carranza, Bertha Cecilia Ramos Roca, Inés Garland, Agustina Bazterrica, Inés Legarreta, Aída Elena Falcón, Gabriela Ruth Mayer, Lidia Barugel, Ana Reyes Chiquete, Zunilda Blanchet Titel der Kurzgeschichte von Inés Garland: Los dulces sueños están hechos de esto |
| 2006: El rey de los centauros, Text: Inés Garland, Verlag: Alfaguara (Buenos Aires), ISBN 987-04-0550-9                                                           | nicht übersetzt | Roman |
| 2006: No somos perfectas, Verlag: Editorial Nuevo Extremo (Buenos Aires), ISBN 987-1068-92-1                                                                      | nicht übersetzt | Sammelband mit 18 Kurzgeschichten von Romina Doval, Liliana Escliar, María Fasce, Liliana Felipe, Vera Fogwill, Inés Garland, Angélica Gorodischer, Maite Jáuregui, Anna Kazumi Stahl, Liliana Lukin, María Victoria Menis, Vanesa Ragone, Sandra Russo, Julia Solomonoff, Patricia Suárez, Susana Torres Molina, Beatriz Vignoli und Laura Yasan Titel der Kurzgeschichte von Inés Garland: La novia de Sandokan                                                                                   |
| 2008: Una reina perfecta, Text: Inés Garland, Verlag: Alfaguara (Buenos Aires), ISBN 978-987-04-0953-3                                                            | nicht übersetzt | Sammelband mit 13 Kurzgeschichten: Una reina perfecta, Más tarde en la vida, El llamado, El remolino, Una buena educación, Electrocardiograma de riesgo, Cóctel, Microcosmos, Los dulces sueños están hechos de esto, La penitencia, Una cuestión de altura, Azul turquesa, El último día de las vacaciones Kurzgeschichte Una reina perfecta 2013 als A Perfect Queen im New Welsh Review Nr. 100 erschienen, übersetzt aus dem Spanischen von Richard Gwyn                                        |
| 2009: Piedra, papel o tijera, Text: Inés Garland, Verlag: Alfaguara (Buenos Aires), ISBN 978-987-04-1293-9                                                        | 2013: Wie ein unsichtbares Band, Übersetzung aus dem Spanischen von Ilse Layer, Fischer (Frankfurt am Main), ISBN 978-3-596-85489-9 | Roman |
| 2012: Las otras islas – Antología, Verlag: Alfaguara (Buenos Aires), ISBN 978-987-04-2253-2                                                                       | nicht übersetzt | Sammelband mit 9 Kurzgeschichten von Marcelo Birmajer, Liliana Bodoc, Pablo De Santis, Juan Forn, Inés Garland, Pablo Ramos, Eduardo Sacheri, Patricia Suarez und Esteban Valentino Kurzgeschichte von Inés Garland heißt genau wie Anthologie: Las otras islas |

## Auszeichnungen
- 2003: National Art’s Foundation Award für ihre damals noch unpublizierte Kurzgeschichtensammlung Una reina perfecta
- 2003: Erreichen der Finalrunde beim Editorial Planeta’s Award für den damals noch unpublizierten Roman El rey de los centauros
- 2004: Finalistin beim Premio Planeta de América Latina mit ihrem Roman-Manuskript El Dios de Le Mans[16]
- 2008: 2. Preis des Fondo Nacional de las Artes[8]
- 2009: Auszeichnung der ALIJA (argentinische Sektion des Jugendbuch-Kuratoriums IBBY) in der Kategorie Bester Roman, für Wie ein unsichtbares Band[17]
- 2013: Aufnahme unter Die besten 7 Bücher für junge Leser von Deutschlandfunk im April für Wie ein unsichtbares Band[18]
- 2013: Buch des Monats Juni der AG Kinder- und Jugendliteratur Österreich für Wie ein unsichtbares Band
- 2013: Luchs des Monats im August für Wie ein unsichtbares Band[19]
- 2013: Jugendbuch des Monats September der Deutschen Akademie für Kinder- und Jugendliteratur für Wie ein unsichtbares Band[20]
- 2014: Deutscher Jugendliteraturpreis in der Kategorie Jugendbuch für Wie ein unsichtbares Band[21]

## Festivalteilnahmen
- 2013: Kinder- und Jugendprogramm des 13. internationalen literaturfestivals berlin im September
- 2013: Kinder- und Jugendprogramm des harbourfront literaturfestivals im September